# Entrevista de Pultumarca

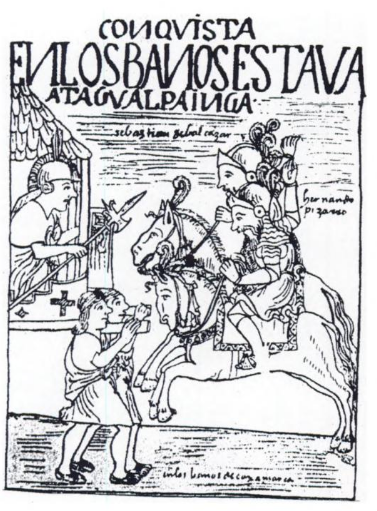
Los conquistadores Sebastián de Belalcázar y Hernando Pizarro acometen a Atahualpa en los baños del Inca. Ilustración de Guamán Poma de Ayala.

La entrevista de Pultumarca o de los «Baños del Inca», es un episodio de la conquista española del Imperio incaico, ocurrido el 15 de noviembre de 1532 en las cercanías de la ciudad de Cajamarca, en donde, por primera vez, el Inca Atahualpa se entrevistó con los embajadores españoles enviados por Francisco Pizarro. Estos fueron Hernando de Soto y Hernando Pizarro, quienes transmitieron al Inca la invitación para ir a Cajamarca y cenar con Francisco Pizarro. Atahualpa aceptó la invitación, ingresando al día siguiente en la plaza de esa ciudad con un numeroso séquito, cayendo así en la trampa que le tendieron los conquistadores españoles, conocida como la captura de Atahualpa.

## Antecedentes
Tras derrotar a Huáscar, en el contexto de la guerra civil incaica, Atahualpa se dirigió a Cajamarca, al enterarse de que gente extraña (los españoles) deambulaban por la costa norte de su imperio. Desde Cajamarca, Atahualpa invitó al jefe de la hueste española, Francisco Pizarro, a encontrarse con él. Pizarro aceptó la invitación y marchó a su encuentro, cruzando la agreste cordillera de los Andes.
Cuando Pizarro llegó a Cajamarca, esta se encontraba desierta. El Sapa Inca se hallaba en Pultumarca, a una legua de la ciudad, en un palacete construido en medio de unas fuentes termales, que era un lugar de descanso (conocido actualmente como los Baños del Inca). El ejército atahualpista, de alrededor de 30.000 guerreros, se encontraba acampando cerca. A la distancia se podía ver una multitud de tiendas blancas que albergaban a los guerreros incas, lo que debió impresionar a los españoles. Uno de ellos, el cronista Miguel de Estete, escribió al respecto:

"Y eran tantas las tiendas... que cierto nos puso harto espanto; porque no pensamos que indios pudieran tener tan soberbia estancia, ni tantas tiendas, ni tan a punto; lo cual hasta allí en las Indias nunca se vio; que nos causó a todos los españoles harta confusión y temor...".

## Los embajadores

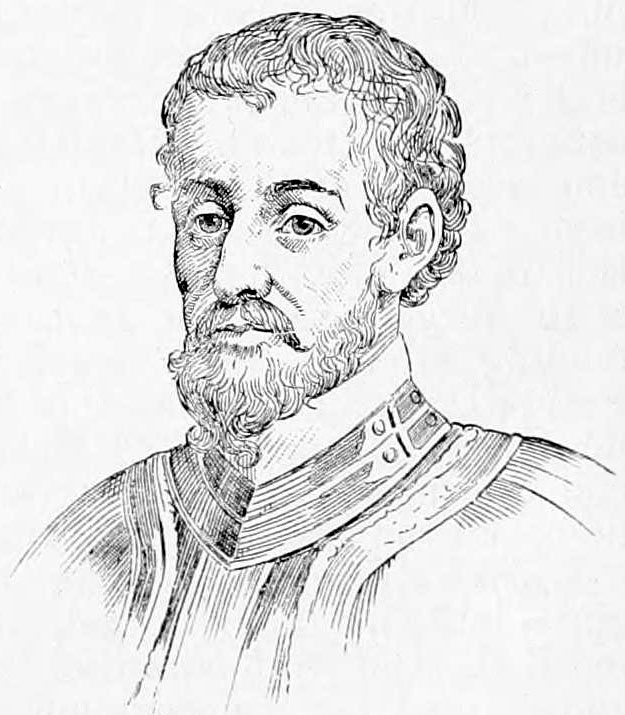
Hernando de Soto, uno de los embajadores españoles ante el Inca en Pultumarca.

Pizarro encomendó a Hernando de Soto la misión de ir donde el Inca para invitarle a que viniera a cenar con él en Cajamarca. Pizarro fue muy insistente en el sentido de que la invitación debía ser transmitida de manera cortes y pacífica, para evitar malentendidos. Soto partió acompañado de veinte jinetes y el intérprete Felipillo, y se hallaba ya a medio camino, cuando Pizarro, viendo desde lo alto de una de las torres de Cajamarca el impresionante campamento del Sapa Inca, temió que sus hombres pudieran sufrir una emboscada y envió a su hermano Hernando Pizarro con otros veinte jinetes más y el intérprete Martinillo.

## Pultumarca
Pultumarca se ubica actualmente en el distrito de Baños del Inca, provincia de Cajamarca. Era una residencia temporal de los incas, muy afamada por sus aguas termales. Para llegar allí, los españoles recorrieron una calzada de piedra que iba entre dos canales de agua y terminaba en un río, a partir del cual comenzaba el campamento del Sapa Inca. Más al fondo, se hallaba el palacete de Atahualpa, en medio de un pradillo cultivado, el cual tenía dos torres y cuatro habitaciones de piedra, que rodeaban un estanque grande labrado en cantería. Unos cuatrocientos guerreros incas, desplegados en el pradillo, custodiaban la residencia del Inca.
El cronista Francisco de Jerez, autor de unos de los primeros testimonios de la conquista del Perú (1534), describe así el aposento de Atahualpa en Pultumarca:

"La casa [de Atahualpa] es la mejor que entre indios se ha visto, aunque pequeña; hecha en cuatro cuartos y en medio un patio; y en él un estanque al que viene agua por un caño, tan caliente que no se puede sufrir la mano en ella. Esta agua nace hirviendo en una sierra que está cerca de allí. Otra tanta agua fría viene por otro caño y en el camino se juntan y vienen mezcladas por un solo caño al estanque, y cuando quieren que venga la una sola, tienen el caño de la otra. El estanque es grande, hecho de piedra; fuera de la casa, a una parte del corral, está otro estanque, no tan bien hecho como éste; tiene una escalera de piedra por do bajan a lavarse. El aposento donde Atabaliba estaba entre día, es un corredor sobre un huerto, y junto está una cámara donde dormía, con entrada sobre el patio; las paredes están enjalbegadas de un betumen bermejo, mejor que almagre, que luce mucho, y la madera que cae sobre la cabija de la casa está teñida del mismo color, y el otro cuarto frontero es de cuatro bóvedas redondas como campanas, todas cuatro incorporadas en una; éste es encalado, blanco como nieve; los otros dos son casas de servicio".

## La entrevista

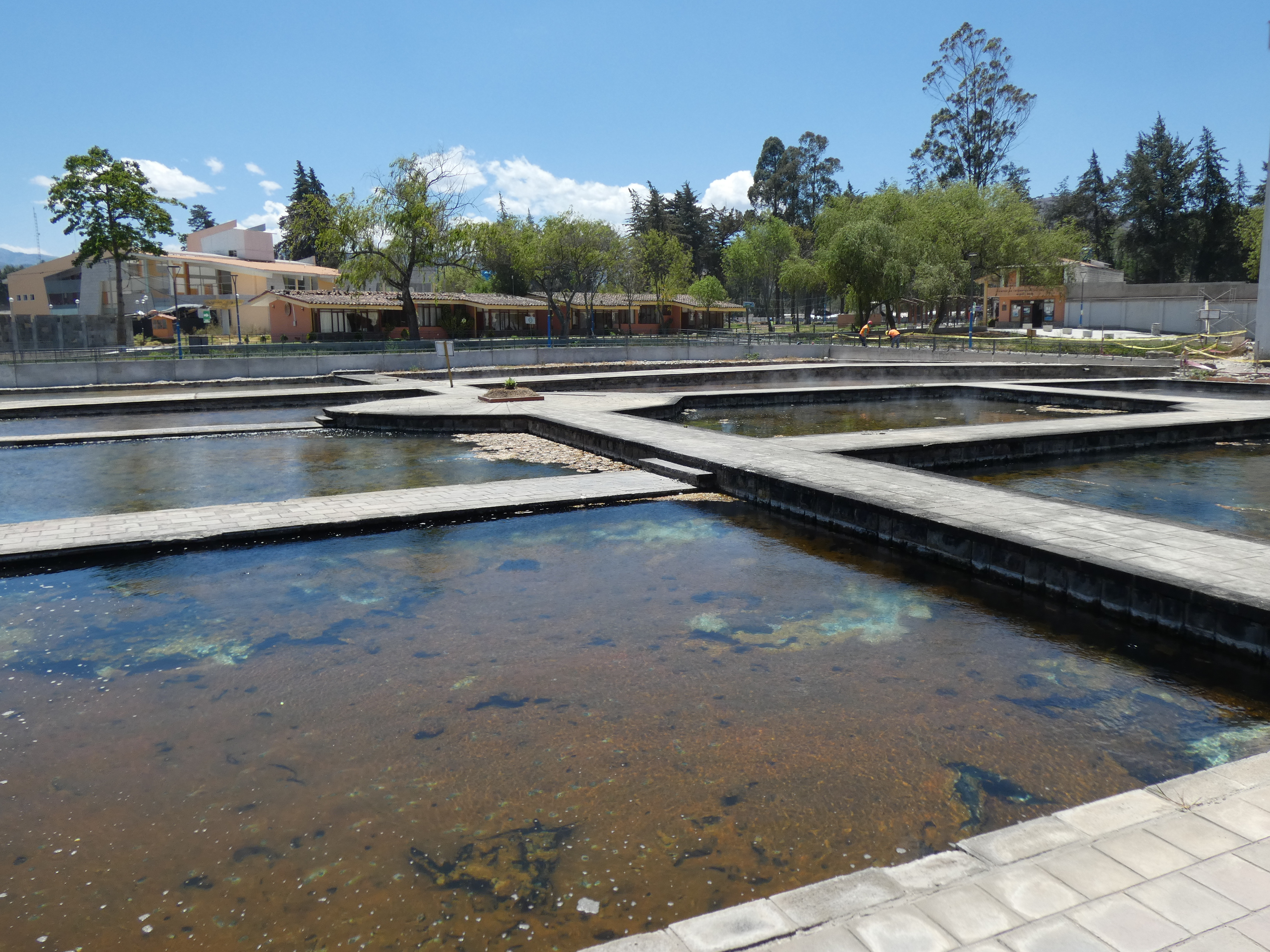
Fuentes termales de los Baños del Inca.

Hernando de Soto y sus hombres fueron los primeros en llegar ante el palacete imperial, y, sin bajar de sus caballos, enviaron a Felipillo para que solicitase la presencia del Sapa Inca. Un orejón o noble inca fue donde su señor con el mensaje y los españoles quedaron a la espera de alguna respuesta. Sin embargo, transcurría el tiempo, sin que nadie saliera y en eso llegó Hernando Pizarro, junto con cuatro españoles, todos a caballo (el resto de los jinetes se había quedado a las puertas del campamento, a la expectativa de lo que sucediera). Sin bajarse del animal, Hernando Pizarro se dirigió a Soto preguntándole por el motivo de su demora, a lo que éste respondió «aquí me tienen diciendo ya sale Atabalipa... y no sale». Hernando Pizarro, muy molesto, le ordenó a Martinillo que llamara al Inca, pero como nadie salía, se encolerizó aún más y dijo «¡Decidle al perro que salga...!»
Tras el exabrupto de Hernando Pizarro, un orejón o noble inca salió del palacete a observar la situación y luego tornó al interior, informando a Atahualpa que se hallaba afuera el mismo español irascible que lo había golpeado en Poechos, sede del curacazgo de Maizavilca. En efecto, dicho orejón era Ciquinchara, el espía que había sido enviado por el Inca para que observara a los españoles, cuando estos todavía se hallaban en Poechos (en el actual departamento de Piura), ocasión en la que sufrió la ira de Hernando Pizarro. Atahualpa se animó entonces a salir, caminando hacia la puerta del palacete y procediendo a sentarse sobre un banco colorado, siempre tras una cortina que únicamente dejaba ver su silueta.
De inmediato, Soto se acercó a la cortina, aún encabalgado, y le presentó la invitación a Atahualpa, aunque éste ni siquiera lo miró. Más bien, se dirigió a uno de sus orejones y le susurró algunas cosas. Hernando Pizarro, muy irascible, perdió nuevamente los papeles y comenzó a vociferar una serie de cosas que acabaron por llamar la atención del Sapa Inca, que ordenó que le retirasen la cortina. Por primera vez, los españoles podían ver al amo del Tahuantinsuyo y los describieron como un indio de unos treinta y cinco años, de mirada feroz, en cuya cabeza relucía una borla de rojo encarnado, la mascapaicha. Atahualpa miró muy particularmente al osado que lo había llamado «perro», pero se dirigió a Soto, diciéndole que avisara a su jefe que al día siguiente iría a verlo en Cajamarca y que ahí deberían pagarle todo lo que tomaron durante su estancia en sus tierras.
Hernando Pizarro, sintiéndose desplazado, le dijo a Martinillo que le comunicara al Inca que entre él y el capitán Soto no había diferencia, porque ambos eran capitanes de Su Majestad española. Pero Atahualpa no se inmutó, mientras cogía dos vasos de oro, llenos de chicha o licor de maíz, que le alcanzaron algunas mujeres. Soto le comentó al Inca que su compañero era hermano del Gobernador. El Sapa Inca siguió mostrándose indiferente ante Hernando Pizarro, pero finalmente se dirigió a él, diciéndole que su capitán Maizavilca le había informado sobre la manera en que había humillado a varios caciques encadenándolos, y que, de otro lado, el mismo Maizavilca se vanagloriaba de haber matado a tres cristianos y a un caballo; a lo que el impulsivo Pizarro contestó que Maizavilca era un bellaco y que él y todos los indios no podrían nunca matar cristianos ni caballos porque eran todos unas gallinas, y que si quería comprobarlo, que él mismo le acompañara en la guerra contra sus enemigos, para que viera cómo se batían los españoles.
El Sapa Inca, mirando con desdén al español, se limitó a responderle que había un cacique que no le obedecía y que esa podría ser la ocasión para que los españoles acompañaran a su gente en la guerra que pensaba emprender. Hernando Pizarro, lejos de guardar la compostura, soltó más bravatas, diciendo que no era necesario que el Inca mandara a todos sus hombres, pues solo diez españoles a caballo bastaban para someter a cualquier cacique. Este lenguaje belicoso de Hernando Pizarro iba completamente en contra del plan de su hermano Francisco, pero afortunadamente para él, Atahualpa debió tomarlo como simples bravuconadas.
Luego, el Sapa Inca ofreció a los españoles los vasos de licor, pero aquellos, temerosos de que la bebida estuviera envenenada, se excusaron de tomarla, diciendo que estaban en ayuno. A lo que el Inca replicó diciendo que él también estaba ayunando y que el licor de ningún modo hacía romper el ayuno. Para que se disipara cualquier temor, el Inca probó un sorbo de cada uno de los vasos, lo que tranquilizó a los españoles, que bebieron entonces el licor. Soto, montado en su caballo, quiso enseguida lucirse y comenzó a galopar, haciendo cabriolas ante el Sapa Inca; de repente avanzó sobre el monarca como queriendo atropellarle, pero paró en seco. Soto quedó asombrado al ver que el Inca había permanecido inmutable, sin hacer el menor gesto de miedo. Algunos de los servidores del Inca mostraron temor y por ello fueron castigados. Atahualpa ordenó luego traer más bebida y todos bebieron. Finalizó la entrevista con la promesa de Atahualpa de ir al día siguiente a encontrarse con Francisco Pizarro.